# Tramayes
 Tramayes  es una población y comuna francesa, en la región de Borgoña, departamento de Saona y Loira, en el distrito de Mâcon. Es el chef-lieu y mayor población cantón de Tramayes.

## Demografía
| 909 | 849 | 841 | 880 | 878 | 908 |
| Para los censos de 1962 a 1999 la población legal corresponde a la población sin duplicidades (Fuente: INSEE [Consultar]) |     |     |     |     |     |